# America Express
America Express est la version roumaine de l'émission de téléréalité Pékin Express basée sur l'émission belge et flamande du même nom qui a été créée en 2004.
En Roumanie, l'émission a débuté le 12 février 2018 sur Antena 1, la première saison étant présentée par Gina Pistol et Marius Damian. Dans la saison 2, le co-présentateur Marius Damian a été remplacé par les chanteurs Liviu Vârciu et Andrei Ștefanescu, qui étaient d'anciens concurrents de la première saison. Dans la saison 3, Liviu Vârciu et Andrei Ștefănescu ont été remplacés par Oase, le vainqueur de la saison 2 et Marius Damian. Dans la saison 4, Irina Fodor remplace Gina Pistol, qui est en congé maternité, rejoignant Oase et Marius Damian.
L'émission comprend un groupe de célébrités et de gens normaux divisés en groupe de deux concurrents qui se battent sur un long parcours de près de 4 000 km pour atteindre une certaine destination dans un voyage divisé en plusieurs étapes. Chaque concurrent possèdent des effets personnels dans un sac à dos et un euro par jour en monnaie locale. Les binômes ne peuvent pas utiliser leur argent pour payer le transport, mais peuvent persuader les habitants de leur acheter des billets.
Pendant les parcours, il y a quelques petites "missions" auxquelles les équipes doivent faire face pour avancer dans le jeu. Au milieu du parcours, un lieu d'arrivée intermédiaire sera imposé, où se trouve une carte rouge avec le logo Asia Express que les couples doivent signer pour certifier leur arrivée. Ici se déroulera le défi le plus important de chaque étape entre les premiers couples arrivés : le test de l'amulette. Dans la grande finale, cependant, seul un tapis rouge est positionné. Le couple vainqueur de chaque étape se verra remettre une amulette représentant le prix de 1000 euros, et lors de la grande finale de 30 000 euros. Lors de la remise des prix, l'ordre d'arrivée de tous les couples sera décrété ; les vainqueurs de l'étape ne pourront pas être nommés, mais pourront désigner, comme toutes les autres équipes, un binôme pour l'élimination. La présence du couple à risque d'élimination dans la compétition sera décidée par la couleur du dragon/éléphant/ancre. S'ils sont verts, cela signifie qu'ils resteront dans la compétition, et s'ils sont rouges alors l'équipe est éliminée.

## Historique
| Asia Express    | Année de diffusion : | Nom de la saison :    | L'équipe gagnante :             | L'équipe en deuxième place :                  | L'équipe en troisième place :           | Pays Visités :                   |
| --------------- | -------------------- | --------------------- | ------------------------------- | --------------------------------------------- | --------------------------------------- | -------------------------------- |
| Asia Express    | 2018                 | 1: Drumul Dragonului  | Raluka & Ana Baniciu            | Liviu Vârciu & Andrei Ștefănescu              | Daniela Crudu & Vica Blochina           | Viêt Nam Laos Cambodge Thaïlande |
| Asia Express    | 2019                 | 2: Drumul Elefantului | CRBL & Oase                     | Ruby & Robert Grigoriță                       | Andra "Cocuța" Gheorghe & Bogdan Boantă | Sri Lanka Inde                   |
| Asia Express    | 2020                 | 3: Drumul Comorilor   | Răzvan Fodor & Sorin Bontea     | Speak & Ștefania                              | Adda & Cătălin Rizea                    | Philippines Taïwan               |
| Asia Express    | 2021                 | 4: Drumul Împăraților | Mihai Petre & Elwira Petre      | Adrian "Cuza" Popescu & Emanuel "Emi" Popescu | Lidia Buble & Estera Buble              | Turquie Géorgie Jordanie Israël  |
| America Express | 2023                 | 5: Drumul Aurului     | Cătălin Bordea & Nelu Cortea    | Andreea Antonescu & Andreea Bălan             | Cătălin Scărlătescu & Doina Teodoru     | Mexique Guatemala Colombie       |
| America Express | 2023                 | 6: Drumul Soarelui    | Sânziana Negru & Laura Giurcanu | Alexia Eram & Aris Eram                       | Giulia Angelescu & Vlad Huidu           | Colombie Équateur Argentine      |
| Asia Express    | 2024                 | 7: Drumul Zeilor      |                                 |                                               |                                         |                                  |